# ثيس فيرميولن
ثيس فيرميولن (بالهولندية: Thijs Vermeulen) مواليد 11 مارس 1985 في هولندا، هو لاعب كرة سلة هولندي سابق. بدأ مسيرته الاحترافية في سنة 2004. حمل الرقم 8. اعتزل اللعب في 2014. لعب مع نادي دين بوش لكرة السلة وماتريكس ماجيكس.

## الإنجازات
- الدوري الهولندي لكرة السلة (2): 2006، 2007

## روابط خارجية
- ثيس فيرميولن على موقع الدوري الأوروبي لكرة السلة (الإنجليزية)
- ثيس فيرميولن على موقع ريلجم (الإنجليزية)
- ثيس فيرميولن على موقع بروبوليرز (الإنجليزية)